# Pierre Coffin
Pierre Coffin właściwie Pierre-Louis Padang Coffin (ur. 15 marca 1967) – francuski reżyser pochodzenia indonezyjskiego, aktor oraz scenarzysta. Międzynarodową sławę przyniosła mu reżyseria filmu Jak ukraść księżyc oraz sequeli Minionki rozrabiają, Gru, Dru i Minionki oraz prequelu Minionki i Minionki: Wejście Gru.

## Życiorys

### Pochodzenie i początki kariery
Ojcem Pierre'a Coffin jest dyplomata francuski, Yves Coffin, matką natomiast Nh. Dini, indonezyjska pisarka. Po studiach filmowych na Sorbonie uczył się w szkole animacji Gobelins w Paryżu, następnie rozpoczął pracę w Amblimations, studio należącym do Stevena Spielberga z siedzibą w Londynie, gdzie pracował nad produkcją Opowieść o dinozaurach. Następnie rozpoczął pracę jako niezależny animator we francuskim studiu ExMachina. Od 2004 do 2009 tworzył serię filmów reklamowych dla marki Oasis.

### Sukces
W 2010 roku wyreżyserował wspólnie z Chrisem Renaud, fabularny film Jak ukraść księżyc, który przyniósł mu nominację do nagrody BAFTA.
W 2013 roku współreżyserował z Chrisem Renaud film Minionki rozrabiają, za który otrzymał nominację do Oscara.

## Filmografia
- 2010: Jak ukraść księżyc (Despicable Me)
- 2013: Minionki rozrabiają (Despicable Me 2)
- 2015: Minionki (Minions)
- 2017: Gru, Dru i Minionki (Despicable Me 3)
- 2022: Minionki: Wejście Gru (Minions: The Rise of Gru)